# Mariusz Szataniak
Mariusz Szataniak (ur. 1974) – polski menedżer i przedsiębiorca. 

## Życiorys
Ukończył studia na Wydziale Zarządzania Politechniki Częstochowskiej. 
Wspólnie z bratem Pawłem pierwsze pieniądze zarobił na początku lat 90. sprowadzając samochody do Polski. Następnie również z bratem w 1993 roku założył firmę Pamapol. Spółkę tę  połowie 2006 roku wprowadzili na GPW. 
Obecnie pełni funkcję wiceprezesa zarządu w spółce Mapasz sp. z o.o., spółce Struktura sp. z o.o. oraz spółce Amerykanka Struktura sp. z o.o. SKA, funkcję członka rady nadzorczej w spółce HUTA., funkcję członka rady nadzorczej w spółce MITMAR funkcję członka rady nadzorczej w spółce Wielton S.A., funkcję członka rady nadzorczej w spółce PW HAS sp. z o.o., członka rady nadzorczej w spółce WZPOW.

## Nagrody i wyróżnienia
- 2017 – Nagroda Kisiela – za „doskonałą przyczepność w biznesie” w kategorii Przedsiębiorca[2]
- 2019 – Medal 100-lecia Odzyskania Niepodległości[3].